# 25 tháng 6
Ngày 25 tháng 6 là ngày thứ 176 (177 trong năm nhuận) trong lịch Gregory. Còn 189 ngày trong năm.

## Sự kiện
- 613 – Trong khi Tùy Dạng Đế tấn công Cao Câu Ly, Dương Huyền Cảm đem quân tiến vào Lê Dương, bắt đầu cuộc nổi dậy chống triều đình Tùy.
- 1788 – Virginia phê chuẩn Hiến pháp Hợp chúng quốc Hoa Kỳ, trở thành bang thứ 10 của liên bang.
- 1940 – Chiến tranh thế giới thứ hai: Các hiệp định đình chiến giữa Pháp với Đức và Ý có hiệu lực, trận chiến nước Pháp kết thúc với thắng lợi của phe Trục.
- 1946 - Việt Nam: Trường Huấn luyện Công an được thành lập theo Nghị định số 215/NĐ-P2 của Bộ Nội vụ, tiền thân của Học viện An ninh nhân dân
- 1947 – Nhật ký Anne Frank được phát hành, sách gồm các trích đoạn từ một cuốn nhật ký viết trong thời kỳ Đức Quốc xã chiếm đóng Hà Lan.
- 1950 – Quân đội Triều Tiên vượt qua đường ranh giới quân sự tấn công Hàn Quốc, khởi đầu chiến tranh Triều Tiên nhằm tranh giành quyền kiểm soát toàn bán đảo.
- 1953– Watson và Crick đã công bố Cấu trúc DNA trên tạp chí khoa học Nature.
- 1991 – Hai nước cộng hòa thuộc Nam Tư là Croatia và Slovenia tuyên bố độc lập từ liên bang.
- 1993 – Kim Campbell được bầu làm lãnh đạo Đảng Bảo thủ Tiến bộ Canada và trở thành nữ Thủ tướng đầu tiên của Canada.

## Sinh
- 1824 – Nguyễn Phúc Thục Thận, phong hiệu Cảm Đức Công chúa, công chúa con vua Minh Mạng (m. 1907)
- 1839 – Nguyễn Phúc Trinh Tĩnh, phong hiệu Bái Trạch Công chúa, công chúa con vua Minh Mạng (m. 1909)
- 1926 – Đàm Thị Loan, người kéo cờ ngày 2/9/1945 trong Lễ Độc lập tổ chức tại Quảng trường Ba Đình, Hà Nội; phu nhân của Đại tướng Hoàng Văn Thái
- 1980 – Maja Latinović, người mẫu Serbia
- 1982 – Mikhail Youzhny, tay vợt người Nga
- 1982 – Rain, ca sĩ, diễn viên người Hàn Quốc

## Mất
- 1868 – Carlo Matteucci, nhà vật lý người Ý (s. 1811)
- 1935 – N'Trang Lơng, tù trưởng người dân tộc M'Nông, nổi dậy kháng chiến chống Pháp ở Nam Tây Nguyên (Sinh 1870)
- 2009 – Farrah Fawcett, diễn viên người Mỹ (s. 1947)
- 2009 – Michael Jackson, ca sĩ nhạc pop/R&B Mỹ (s. 29 tháng 8 năm 1958)
- 2021 – Nguyễn Văn Lập, Anh hùng Lực lượng Vũ trang Nhân dân Việt Nam